# David Hawkes
David Hawkes (1923. július 6. – Oxford, 2009. július 31.; kínai neve pinjin hangsúlyjelekkel:  Huò Kèsī; magyar népszerű: Huo Ko-sze; kínaiul: 霍克思) brit sinológus és műfordító.

## Élete, munkássága
David Hawkes az Oxfordi Egyetemen kezdett kínaiul és japánul tanulni 1945 és 1947 között, majd 1948-tól a Pekingi Nemzeti egyetemen folytatta, és fejezete be 1951-ben egyetemi tanulmányait. 1959-től 1971-ig az Oxfordi Egyetem sinológus professzora volt. 1973-tól 1983-ig az oxfordi All Souls College tagja, ezt követően pedig nyugalmazott munkatársa. 2009. július 31-én hunyt el Oxfordban.
Hawkes leginkább a kínai irodalom angol nyelvű tolmácsolásában jeleskedett, pályája 1959-ben a Csu elégiáinak fordításával vette kezdetét. Tu Fu költeményeinek is szakavatott tolmácsolója, fő műve mégis A vörös szoba álma című regény 80 fejezetes változatának, A kö történetének angol nyelvre történő átültetése. A további fejezeteket majd veje John Minford fordította le, és így teljessé a 120 fejezetes A vörös szoba álma című regény angol változata.
Hawkes a mintegy 4500 művet számláló, elsősorban kínai és japán tematikájú magánkönyvtárát az 1980-as években a Walesi Nemzeti könyvtárnak adományozta.

## Főbb művei
- Ch'u Tz'u: the Songs of the South, an Ancient Chinese Anthology (1959, javított kiadás: 1985)
- A Little Primer of Tu Fu (1967)
- The Story of the Stone: a Chinese Novel in Five Volumes (1973–1980)
- Liu Yi and the Dragon Princess (2001)

## További hivatkozások
- "David Hawkes, Scholar who led the way in Chinese studies and translated The Story of the Stone", The Guardian, 25 August 2009
- "David Hawkes: scholar and Chinese translator," The Times, 28 August 2009
- David Hawkes

1. ↑  Francia Nemzeti Könyvtár: BnF-források (francia nyelven). (Hozzáférés: 2017. március 26.)